# Stanisław Szachno-Romanowicz
Stanisław Szachno-Romanowicz, ps. „Radwan Antoni” (ur. 1 maja 1900 w majątku Rubież, zm. 26 marca 1973 w Croydon, dzielnicy Londynu) – kapitan Wojska Polskiego, historyk, orientalista, turkolog, archiwista, kryptolog.

## Życiorys
Urodził się 1 maja 1900 w majątku Rubież, w gminie Pohost, parafia Ihumień, ówczesnej guberni mińskiej.
Od 1911 był uczniem gimnazjum rosyjskiego w Sumach, od 1915 gimnazjum w Grajworowie w guberni kurskiej, od 1917 gimnazjum w Bobrujsku, gdzie 1 lutego 1918 uzyskał rosyjską maturę. Tydzień po maturze zgłosił się do I Korpusu Polskiego, skąd w kwietniu skierowano go do VIII klasy polskiej szkoły filologicznej im. Waleriana Łukasińskiego w Bobrujsku, gdzie ponownie zdał, tym razem polski, egzamin maturalny.
Po rozbrojeniu Korpusu, od 15 września 1918 był nauczycielem w polskim gimnazjum w Berezynie, tam założył grupę skautowską. Od czerwca 1918 należał do Polskiej Organizacji Wojskowej, był komendantem X obwodu POW obejmującego powiaty ihumeński i część mohylewskiego. Należał do Rady Oświatowej Ziemi Mińskiej na powiat ihumeński, był delegatem administracji mińskiej w tym powiecie.
Po wybuchu wojny polsko-bolszewickiej walczył w szeregach I Dywizji Litewsko-Białoruskiej. W marcu 1920 miał zostać członkiem polskiej misji wojskowej przy wojskach Piotra Wrangla, ostatecznie jesienią 1920 został przydzielony do sekcji szyfrów Oddziału II Sztabu Głównego Wojska Polskiego.
W czasie służby wojskowej rozpoczął w 1921 studia na Wydziale Filozoficznym Uniwersytetu Warszawskiego, uczęszczał na zajęcia sinologiczne prowadzone przez Bogdana Richtera oraz asyrologiczne prowadzone przez Józefa Bromskiego. W 1925 został skreślony z listy studentów z uwagi na niedostarczenie świadectwa maturalnego. Ostatecznie studia ukończył na Uniwersytecie Jana Kazimierza we Lwowie w 1928, broniąc pracy magisterskiej z zakresu arabistyki.
Od 1929 pracę w wojsku (od 1931 w Biurze Szyfrów Oddziału II) łączył z pracą w Archiwum Głównym Akt Dawnych, gdzie od 1931 był pracownikiem kontraktowym. W swojej pracy zajmował się inwentaryzacją dokumentów orientalnych z Archiwum Koronnego oraz badaniem szyfrów (i tekstów zaszyfrowanych) stosowanych w tureckich, tatarskich, perskich i ormiańskich dokumentach z XVI–XVIII w. W 1934 obronił na Uniwersytecie Warszawskim pracę doktorską, napisaną pod kierunkiem Józefa Bromskiego.
27 lutego 1928 Prezydent RP mianował go podporucznikiem rezerwy ze starszeństwem z 1 lipca 1925 i 1397. lokatą w korpusie oficerów piechoty, a minister spraw wojskowych wcielił do 71 Pułku Piechoty w Zambrowie. W 1934, jako oficer rezerwy, pozostawał w ewidencji Powiatowej Komendy Uzupełnień Warszawa Miasto III i nadal posiadał przydział w rezerwie do 71 pp. Na stopień porucznika rezerwy został mianowany ze starszeństwem z 19 marca 1939 i 624. lokatą w korpusie oficerów piechoty.
We wrześniu 1939 ewakuowany wraz z II Oddziałem do Rumunii, od 1939 służył w Wojsku Polskie we Francji, m.in. był oddelegowany do polsko-francuskiej jednostki PC Bruno, po upadku Francji do 1943 służył w konspiracyjnym ośrodku kryptograficznym, tzw. Ekspozyturze „300”. W 1943 przedostał się do Wielkiej Brytanii, służył w Kompanii Radiowywiadowczej PSZ w Boxmoor, kierował tam komórką dekryptażu, działającą pod nazwą „pluton eksploatacyjny”. W 1946 kierował sekcją kryptologiczną PSZ. Służbę zakończył w stopniu kapitana.
Po demobilizacji pozostał w Wielkiej Brytanii, nie powrócił do pracy naukowej, pracował fizycznie, następnie jako urzędnik. Od 1961 należał do Polskiego Towarzystwa Naukowego na Obczyźnie.

## Ordery i odznaczenia
- Krzyż Niepodległości – 7 lipca 1931 „za pracę w dziele odzyskania niepodległości”[7][2]
- Krzyż Walecznych dwukrotnie[8][1]

## Wybrane publikacje
- Pierścień – amulet z Bliskiego Wschodu, „Rocznik Orientalistyczny”, tom VII, Lwów: Polskie Towarzystwo Orjentalistyczne 1930.
- Tabliczki szumerskie ze zbiorów Towarzystwa Naukowego Toruńskiego, „Rocznik Orientalistyczny”, tom XI, Lwów: Pol. Tow. Orjentalistyczne 1935.
- Napisy królów asyryjskich i babilońskich ze zbiorów Uniwersytetu Jana Kazimierza we Lwowie, ze wstępem Adama Czeżowskiego, „Rocznik Orientalistyczny”, tom XIII, Lwów: Polskie Towarzystwo Orjentalistyczne 1937.
- Ś.p. ks. Józef Bromski, „Rocznik Orientalistyczny”, tom XIII, Lwów: Polskie Towarzystwo Orjentalistyczne 1937.
- Płanetne dualary Tatarów polskich, „Rocznik Tatarów Polskich”, tom IV, Gdańsk 1997.